# Троицкий район (Оренбургская область)
Троицкий район — административно-территориальная единица в составе Оренбургской губернии, Средневолжской области, Средневолжского края, Оренбургской и Чкаловской областей, существовавшая в 1927—1931 и 1935—1963 годах. Административный центр первоначально — село Троицкое, позднее — рабочий посёлок Тюльган.
Троицкий район был образован в 1927 году в составе Оренбургской губернии. В 1928 году Оренбургская губерния была упразднена и район вошёл в состав Оренбургского округа Средневолжской области (с 1929 — края). 2 августа 1930 года Троицкий район был упразднён, а его территория разделена между Петровским и Каширинским районами.
25 января 1935 года Троицкий район был восстановлен в составе Оренбургской (в 1938—1957 — Чкаловской) области.
По данным 1945 года включал 15 сельсоветов: Алмалинский, Городецкий, Екатеринославский, Елизаветинский, Ивановский, Николаевский, Ново-Алексеевский, Ново-Николаевский, Ново-Турайский, Разномойский, Репьевский, Ташлинский, Троицкий, Тугустемирский и Чапаевский.
По данным 1960 года район включал 11 сельсоветов: Алмалинский, Городецкий, Екатеринославский, Ивановский, Ключевский, Разномойский, Репьевский, Ташлинский, Троицкий, Тугустемирский и Чапаевский. 10 августа 1960 года центр района был перенесён из села Троицкое в рабочий посёлок Тюльган.
1 февраля 1963 года Троицкий район был упразднён, а его территория передана в Октябрьский район.